# Episodi di December Bride (terza stagione)
La terza stagione della serie televisiva December Bride è andata in onda negli Stati Uniti dall'8 ottobre 1956 al 6 maggio 1957 sulla CBS.
| nº | Titolo originale       | Prima TV USA     |
| -- | ---------------------- | ---------------- |
| 1  | The Rory Calhoun Show  | 8 ottobre 1956   |
| 2  | The Marjorie Main Show | 15 ottobre 1956  |
| 3  | House on Blocks        | 29 ottobre 1956  |
| 4  | The Prize Fighter      | 5 novembre 1956  |
| 5  | Ritzy Neighborhood     | 12 novembre 1956 |
| 6  | Lily and the Prowler   | 19 novembre 1956 |
| 7  | The Jockey             | 26 novembre 1956 |
| 8  | The Decorating Show    | 3 dicembre 1956  |
| 9  | The Indian Show        | 10 dicembre 1956 |
| 10 | Man Town               | 17 dicembre 1956 |
| 11 | Football Hero          | 24 dicembre 1956 |
| 12 | New Year's Party       | 31 dicembre 1956 |
| 13 | Royalty                | 7 gennaio 1957   |
| 14 | Chicken Farm           | 14 gennaio 1957  |
| 15 | The Homecoming Show    | 21 gennaio 1957  |
| 16 | The Budget Show        | 28 gennaio 1957  |
| 17 | Study Group            | 4 febbraio 1957  |
| 18 | Mother-in-Law Club     | 11 febbraio 1957 |
| 19 | The Piano Show         | 18 febbraio 1957 |
| 20 | Duck Hunting           | 25 febbraio 1957 |
| 21 | The Engagement Show    | 4 marzo 1957     |
| 22 | Masquerade Party       | 11 marzo 1957    |
| 23 | Kissing Booth          | 18 marzo 1957    |
| 24 | The Hobo Show          | 25 marzo 1957    |
| 25 | The Englishman         | 1º aprile 1957   |
| 26 | Do It Yourself         | 8 aprile 1957    |
| 27 | The Old Man            | 15 aprile 1957   |
| 28 | Song Plugging          | 22 aprile 1957   |
| 29 | Mountain Climbing      | 29 aprile 1957   |
| 30 | Lily-Hilda Fight       | 6 maggio 1957    |

## The Rory Calhoun Show
- Prima televisiva: 8 ottobre 1956

### Trama
- Guest star: Leo Fuchs, Rory Calhoun (se stesso)

## The Marjorie Main Show
- Prima televisiva: 15 ottobre 1956

### Trama
- Guest star: Marjorie Main (se stessa)

## House on Blocks
- Prima televisiva: 29 ottobre 1956

### Trama
- Guest star:

## The Prize Fighter
- Prima televisiva: 5 novembre 1956

### Trama
- Guest star: Art Aragon (se stesso), Arnold Stang (Marvin)

## Ritzy Neighborhood
- Prima televisiva: 12 novembre 1956

### Trama
- Guest star:

## Lily and the Prowler
- Prima televisiva: 19 novembre 1956

### Trama
- Guest star:

## The Jockey
- Prima televisiva: 26 novembre 1956

### Trama
- Guest star: Arnold Stang (Marvin)

## The Decorating Show
- Prima televisiva: 3 dicembre 1956

### Trama
- Guest star: Howard McNear (Painter), Grandon Rhodes (Kendall)

## The Indian Show
- Prima televisiva: 10 dicembre 1956

### Trama
- Guest star: Rodd Redwing (Native American Shopkeeper), Joseph Kearns (Native American Guide), Norman Leavitt (Carpenter)

## Man Town
- Prima televisiva: 17 dicembre 1956

### Trama
- Guest star:

## Football Hero
- Prima televisiva: 24 dicembre 1956

### Trama
- Guest star: Gary Gray

## New Year's Party
- Prima televisiva: 31 dicembre 1956

### Trama
- Guest star:

## Royalty
- Prima televisiva: 7 gennaio 1957

### Trama
- Guest star: Gordon Richards (Butler), Isabel Randolph (Sophie Lawrence), Iphigenie Castiglioni (Duchess), John Qualen (Count)

## Chicken Farm
- Prima televisiva: 14 gennaio 1957

### Trama
- Guest star: Irving Bacon (Andy), Will Wright (dottore)

## The Homecoming Show
- Prima televisiva: 21 gennaio 1957

### Trama
- Guest star: Connie Van (Selma), Madge Blake (Anita), Almira Sessions (Elsie), Elvia Allman (Sarah Selkirk)

## The Budget Show
- Prima televisiva: 28 gennaio 1957

### Trama
- Guest star: Ann Doran (Miss Moore), Genevieve Aumont (Miss La Roche), Millie Bruce (cameriera), Dee Sharon (Model #1), Irene King (Model #2)

## Study Group
- Prima televisiva: 4 febbraio 1957

### Trama
- Guest star: Barbara Stuart, Joseph Kearns (Thornhill), Joi Lansing (Candy)

## Mother-in-Law Club
- Prima televisiva: 11 febbraio 1957

### Trama
- Guest star: Doris Kemper (Mrs. Kane), Ruth Warren (Mrs. Hopkinson), Sara Haden (Mrs. Hawks), Netta Packer (Mrs. Prebbles)

## The Piano Show
- Prima televisiva: 18 febbraio 1957

### Trama
- Guest star: Maxine Gates (Mrs. Hanegan), George Meader (Hanegan), Chick Chandler (Johnny Lafferty), Arlene Harris (Millicent)

## Duck Hunting
- Prima televisiva: 25 febbraio 1957

### Trama
- Guest star: Raymond Greenleaf (Paul Farnum), Byron Foulger (Burns)

## The Engagement Show
- Prima televisiva: 4 marzo 1957

### Trama
- Guest star: Raymond Greenleaf (Paul Farnum)

## Masquerade Party
- Prima televisiva: 11 marzo 1957

### Trama
- Guest star: Raymond Greenleaf (Paul Farnum)

## Kissing Booth
- Prima televisiva: 18 marzo 1957

### Trama
- Guest star: Elvia Allman (Sarah Selkirk), Robert Fortier (Bill Chambers), Frank Jenks (uomo)

## The Hobo Show
- Prima televisiva: 25 marzo 1957

### Trama
- Guest star: Lillian Culver (Mrs. Adams), Dick Wessel (Big Sam), Sid Melton (Weehawken)

## The Englishman
- Prima televisiva: 1º aprile 1957

### Trama
- Guest star: Paul Cavanagh (Hawthorne), Lewis Martin (Henshaw)

## Do It Yourself
- Prima televisiva: 8 aprile 1957

### Trama
- Guest star:

## The Old Man
- Prima televisiva: 15 aprile 1957

### Trama
- Guest star: Dick Elliott (Stanley Poole), Charles Cantor (Poole)

## Song Plugging
- Prima televisiva: 22 aprile 1957

### Trama
- Guest star: Sándor Szabó (Carl Manheim), Sandra Gould (Frieda Manheim)

## Mountain Climbing
- Prima televisiva: 29 aprile 1957

### Trama
- Guest star: Morey Amsterdam (se stesso)

## Lily-Hilda Fight
- Prima televisiva: 6 maggio 1957